# División de Honor Plata de balonmano 2024-25
La División de Honor Plata de balonmano 2024-25 es la 31ª edición de la División de Honor Plata de balonmano, la segunda división del balonmano español.

## Clubes
| Club                            | Ciudad      | Pabellón                           |
| ------------------------------- | ----------- | ---------------------------------- |
| Barça Atlètic                   | Barcelona   | Ciudad Deportiva Joan Gamper       |
| Blendio Sinfín                  | Santander   | Pabellón de La Albericia           |
| UBU San Pablo Burgos            | Burgos      | Polideportivo Municipal El Plantío |
| Valinox Novás                   | El Rosal    | Pabellón Municipal de O Rosal      |
| BM Proin Triana                 | Sevilla     | Centro Deportivo El Paraguas       |
| BM. Los Dólmenes Antequera      | Antequera   | Pabellón Fernando Argüelles        |
| Eón Horneo Alicante             | Alicante    | Pabellón Pitiu Rochel              |
| HC Ibiza                        | Ibiza       | Pabellón Municipal de Es Pratet    |
| BM Alcobendas                   | Alcobendas  | Pabellón de los Sueños             |
| Fertiberia Puerto Sagunto       | Sagunto     | Pabellón Municipal internúcleos    |
| Club Cisne de Balonmano         | Pontevedra  | Estadio da Xuventude               |
| Hiros BM Caserío de Ciudad Real | Ciudad Real | Quijote Arena                      |
| BM Lanzarote                    | Arrecife    | Pabellón Municipal de Titerroy     |
| Amenabar Zarautz ZKE            | Zarautz     | Aritzbatalde Kiroldegia            |
| Agustinos Alicante              | Alicante    | Pabellón Colegio San Agustín       |
| Trops Málaga                    | Málaga      | Pabellón Colegio Los Olivos        |

## Clasificación
|                                           | Equipo                          | Puntos | J  | G  | E | P  | GF  | GC  | DG   |
| ----------------------------------------- | ------------------------------- | ------ | -- | -- | - | -- | --- | --- | ---- |
| 1                                         | Eón Horneo Alicante             | 49     | 30 | 24 | 1 | 5  | 962 | 829 | 133  |
| 2                                         | Hiros BM Caserío de Ciudad Real | 46     | 30 | 22 | 2 | 6  | 895 | 808 | 87   |
| 3                                         | UBU San Pablo Burgos            | 45     | 30 | 21 | 3 | 6  | 884 | 803 | 81   |
| 4                                         | Blendio Sinfín                  | 40     | 30 | 19 | 2 | 9  | 916 | 868 | 48   |
| 5                                         | Fertiberia Puerto Sagunto       | 37     | 30 | 17 | 3 | 10 | 843 | 825 | 18   |
| 6                                         | Barça Atlètic                   | 34     | 30 | 16 | 2 | 12 | 950 | 894 | 56   |
| 7                                         | BM Alcobendas                   | 32     | 30 | 13 | 6 | 11 | 831 | 837 | -6   |
| 8                                         | Trops Málaga                    | 30     | 30 | 13 | 4 | 13 | 761 | 770 | -9   |
| 9                                         | Trasmapi UD Ibiza HC Ibiza      | 27     | 30 | 12 | 3 | 15 | 803 | 847 | -44  |
| 10                                        | Club Cisne de Balonmano         | 25     | 30 | 10 | 5 | 15 | 897 | 875 | 22   |
| 11                                        | Agustinos Alicante              | 24     | 30 | 9  | 6 | 15 | 861 | 898 | -37  |
| 12                                        | BM Proin Triana                 | 24     | 30 | 9  | 6 | 15 | 788 | 818 | -30  |
| 13                                        | Amenabar Zarautz ZKE            | 19     | 30 | 7  | 5 | 18 | 886 | 946 | -60  |
| 14                                        | BM Los Dólmenes Antequera       | 19     | 30 | 9  | 1 | 20 | 822 | 884 | -64  |
| 15                                        | Valinox Novás                   | 18     | 30 | 8  | 2 | 20 | 824 | 908 | -84  |
| 16                                        | BM Lanzarote                    | 11     | 30 | 3  | 5 | 22 | 756 | 869 | -113 |
| Fuente: Federación Española de Balonmano; |                                 |        |    |    |   |    |     |     |      |